# 蛺蝶亞科
蛺蝶亞科（學名：Nymphalinae）是蛺蝶科裡的一個亞科，由約500個遍佈世界各地的物種組成，寄主主要為蕁麻科、菊科、爵床科、車前科和玄參科植物。蛺蝶亞科的分界在過去幾個年代多次改變。現今蛺蝶科中約6000個物種中此亞科包含了約500種，分類於6族和57屬，但在6個族以外還有幾個所謂離群分類的屬，物們的與其他分類的關係至今仍未明確。本分類中有些物種經過集中研究，如堇蛺蝶屬、網蛺蝶屬、眼蛺蝶屬和鉤蛺蝶屬。

## 進化史
基於DNA序列測試，蛺蝶亞科的57個屬有10個主要譜系(Wahlberg et al. 2005, Wahlberg 2006)，並在約8千萬年前與姊妹群(可能是絲蛺蝶亞科)分離，並在白堊紀和第三紀之間的大滅絕事件（包括恐龍滅絕）後自行發展多樣化的物種。這共同始祖的首次譜系分裂是分開端突蛺蝶族的祖先和其他蛺蝶亞科蝶種的祖先，這次物種形成發生於大滅絕事件不久之後。Wahlberg (2006)的研究指出此亞科現存各族祖先的物種形成發生在古新世末或始新世初。

## 分類
蛺蝶亞科的界定在歷史中多次改動，因為各學者曾視不同類別的蝶種作模式種。以下分類法部份參考自Harvey(1991)，並加上Wahlberg et al.(2005)記載的端突蛺蝶族。
- 端突蛺蝶族 （Coeini）
- 眼蛺蝶族 （Junoniini）
- 枯葉蛺蝶族 （Kallimini）
- 網蛺蝶族 （Melitaeini）
- 蛺蝶族 （Nymphalini）
- 維蛺蝶族 （Victorinini）

以下各屬的親緣關係至今仍不清楚，基於分子數據牠們都屬於長支系。
- 枯蛺蝶屬 Kallimoides
- 黑緣蛺蝶屬 Rhinopalpa
- 侏蛺蝶屬 Vanessula
- 豐蛺蝶屬 Pycina

## 腳註
1. ↑  Wahlberg, N. 2006. That awkward age for butterflies: insights from the age of the butterfly subfamily Nymphalinae. Systematic Biology 55:703-714.